# Dicranota obesistyla
Dicranota obesistyla är en tvåvingeart som beskrevs av Alexander 1960. Dicranota obesistyla ingår i släktet Dicranota och familjen hårögonharkrankar. Inga underarter finns listade i Catalogue of Life.